# リンカーン郡区 (アイオワ州アデア郡)
リンカーン郡区（英語：Lincoln Township）は、アメリカ合衆国アイオワ州アデア郡にある17の郡区の一つである。2000年の国勢調査では人口912人。

## 地理
リンカーン郡区の面積は92.3平方キロメートル（35.63平方マイル）で、Stuartを擁する。アメリカ地質調査所によると、この郡区には墓地が1つある（Calvary）。